# Stith Thompson
Stith Thompson (Bloomfield, 7 marzo 1885 – Columbus, 13 gennaio 1975) è stato un etnologo statunitense e uno degli autori del Sistema di classificazione Aarne-Thompson.

## Biografia
Stith Thompson era figlio di John Warden ed Eliza (McCluskey). A dodici anni si trasferì con la famiglia ad Indianapolis. Studiò al Butler College ed ottenne un bachelor all'Università del Wisconsin. Nei due anni seguenti insegnò negli istituti superiori di Portland, nell'Oregon, dove imparò il norvegese. Ottenne un master all'University of California, Berkeley nel 1912 e studiò poi all'Harvard University dal 1912 tal 1914. Insegnò inglese all'University of Texas di Austin dal 1914 al 1918 ed ottenne un Ph.D. ad Harvard nel 1919.
Thompson insegnò composizione all'Indiana University ed interessato alle ballate tradizionali ed ai racconti delle tradizioni locali, organizzò dei campus estivi, presso l'università, che vennero tenuti dagli anni quaranta ai sessanta. Questo lavoro portò, nel 1962, Thompson ed un altro studioso di folklore, Richard Dorson, a fondare l'University's Folklore Institute.
Anche se Thompson scrisse, collaborò alla scrittura e tradusse numerosi libri ed articoli sul folklore, divenne noto per il suo lavoro sulla classificazione dei racconti. I suoi sei volumi di Motif-Index of Folk-Literature (1932–37) sono considerati la pietra miliare sui racconti della tradizione a livello internazionale.

## Altre opere
L'articolo di Thompson del 1954 per la rivista The Filson Club Historical Quarterly, intitolato The Beauchamp Family, è ancora utilizzato dai genealogisti. In questo articolo Thompson dichiara di discendere da un Costin Beauchamp (n.1738) nato nella Contea di Somerset in Maryland, uno dei membri della Plymouth Company.